# Tyttorp
Tyttorp var en medeltida gård i Kumla socken, Östergötland, Lysings härad inom nuvarande Mjölby kommun som bestod av 2 1⁄2 mantal (70 hektar). 

## Ägare längd
| Ägare | Namn       | Levnadstid |
| ----- | ---------- | ---------- |
| 1910  | K. Nyström |            |

## Västergården
Västergården bestod av 1 mantal. På ägorna finns ett hus som heter Norrhemmet och ett torp för grenadier som heter Grenadiertorpet.

### Ägare
| Ägare     | Namn                         | Levnadstid | Mantal |
| --------- | ---------------------------- | ---------- | ------ |
| 1896-1901 | Otto Johansson               | 1865-1901  | 3⁄5    |
| 1896-1906 | K. O. Johansson i Tungelund  |            | 1⁄5    |
| 1901-1923 | Klara Josefina Pettersson    | 1853-1929  | 3⁄5    |
| 1923-     | Claudio Nyström i Svanshals. | 1884-1940  | 3⁄5    |

## Södergården
Södergården bestod av 1 mantal.

### Ägare
| Ägare     | Namn                         | Levnadstid | Mantal |
| --------- | ---------------------------- | ---------- | ------ |
| 1896-1901 | Otto Johansson               | 1865-1901  | 1      |
| 1901-1923 | Klara Josefina Pettersson    | 1853-1929  | 1      |
| 1923-     | Claudio Nyström i Svanshals. | 1884-1940  | 1      |

## Lillgården
Lillgården bestod av 2⁄4 mantal.

## Historiska saker
Uppgifterna är hämtade från riksantikvarieämbetet.
- Kumla 1:1 - Profant boningshus av trä som är brädfodrat.
- Kumla 2:1 - Gravhög. Den är 20 meter i diameter och 1,3 meter hög. Avplanad samt utschaktad i väster vid åkerkanten. Beväxt med ett mindre lövträd och nyponbuskar.